# Satyrium rhodanthum
Satyrium rhodanthum är en orkidéart som beskrevs av Rudolf Schlechter. Satyrium rhodanthum ingår i släktet Satyrium och familjen orkidéer. Inga underarter finns listade i Catalogue of Life.